# バスケットボール界の永久欠番
バスケットボール界の永久欠番（バスケットボールかいのえいきゅうけつばん）では、バスケットボールの競技者・関係者などに対して適用される永久欠番について述べる。
バスケットボールでは団体により使用できない背番号が存在するが、この記事ではそれらを永久欠番としては扱わない。

## B.LEAGUEの永久欠番
B.LEAGUEにおいては、前身リーグ時代より永久欠番を設けているクラブが既に存在していた。

### 現在の永久欠番
| チーム                 | 番号 | 欠番対象者               | ポジション          | 制定年月日     | 備考                                             |
| ---------------------- | ---- | ------------------------ | ------------------- | -------------- | ------------------------------------------------ |
| アルバルク東京         | 7    | 正中岳城                 | ガード              | 2020年6月22日  |                                                  |
| 川崎ブレイブサンダース | 8    | 節政貴弘                 | ガード              | 2020年1月26日  |                                                  |
| 川崎ブレイブサンダース | 22   | ニック・ファジーカス     | センター            | 2024年5月30日  |                                                  |
| 川崎ブレイブサンダース | 40   | フレッディ・カウワン     | フォワード センター | 2020年1月26日  |                                                  |
| 川崎ブレイブサンダース | 51   | 北卓也                   | ガード              | 2020年1月26日  | 1995年の加入当初は7、後に1を着用。               |
| 三遠ネオフェニックス   | 3    | 大口真洋                 | ガード              | 2018年5月6日   |                                                  |
| サンロッカーズ渋谷     | 11   | 菅裕一                   | ガード              | 2010年8月9日   | 日本バスケットボールリーグ（当時）初の永久欠番。 |
| サンロッカーズ渋谷     | 20   | 佐藤稔浩                 | ガード              | 2012年9月15日  |                                                  |
| 大阪エヴェッサ         | 44   | リン・ワシントン         | フォワード          | 2012年6月8日   |                                                  |
| 琉球ゴールデンキングス | 5    | アンソニー・マクヘンリー | フォワード          | 2023年8月7日   |                                                  |
| 琉球ゴールデンキングス | 6    | 金城茂之                 | ガード              | 2021年9月4日   |                                                  |
| 琉球ゴールデンキングス | 50   | ジェフ・ニュートン       | フォワード センター | 2015年10月8日  |                                                  |
| 熊本ヴォルターズ       | 7    | 小林慎太郎               | ガード              | 2021年10月10日 |                                                  |
| 鹿児島レブナイズ       | 41   | 松崎圭介                 | ガード              | 2022年5月5日   |                                                  |
| 岩手ビッグブルズ       | 5    | 千葉慎也                 | フォワード          | 2022年4月24日  |                                                  |
| 千葉ジェッツふなばし   | 0    | 佐藤博紀                 | ガード              | 2015年6月19日  |                                                  |
| 横浜ビー・コルセアーズ | 3    | 蒲谷正之                 | ガード              | 2019年11月16日 |                                                  |
| 横浜ビー・コルセアーズ | 13   | 山田謙治                 | ガード              | 2019年11月16日 |                                                  |
| レバンガ北海道         | 9    | 折茂武彦                 | ガード              | 2020年10月3日  |                                                  |
| レバンガ北海道         | 11   | 桜井良太                 | フォワード          | 2024年6月11日  |                                                  |
| ベルテックス静岡       | 1    | 大石慎之介               | ガード              | 2024年4月10日  |                                                  |
| 広島ドラゴンフライズ   | 2    | 朝山正悟                 | ガード フォワード   | 2024年7月19日  |                                                  |
| トライフープ岡山       | 18   | 岡田陸人                 | ガード              | 2025年4月6日   |                                                  |

### 失効・消滅となった永久欠番
ライジングゼファーフクオカ
- 11 - 川面剛
ライジング福岡の創設に深く関わり、以来選手としてチームを牽引。2010年の引退時にその功績を讃えて永久欠番とした。
その後、経営体制の変更もあり、2013年に移籍加入した青木康平が11番を着用。2020年現在は2月に秋田から期限付き移籍で加入した今川友哲が使用しているため失効されたと思われる。

## NBAの永久欠番
2022年、ビル・ラッセルの逝去に伴い全チームで背番号6が永久欠番となった。
| dagger | バスケットボール殿堂表彰者 |

| チーム                                  | 番号               | 欠番対象者                                     | 制定年月日              | ポジション         | 備考 |
| --------------------------------------- | ------------------ | ---------------------------------------------- | ----------------------- | ------------------ | --- |
| アトランタ・ ホークス                   | 9                  | ボブ・ペティット · （Bob Pettit）              | 999999999999-99-99-0000 | フォワード         | 当時球団がミルウォーキー・セントルイスにあった頃、トッププレーヤーとして活躍。NBA初のシーズンMVP受賞者。                                                                                                   |
| アトランタ・ ホークス                   | 17                 | テッド・ターナー （Ted Turner）                | 2004年11月30日          |                    | オーナー |
| アトランタ・ ホークス                   | 21                 | ドミニク・ウィルキンス · （Dominique Wilkins） | 2001年1月13日           | フォワード         | 2022年現在、球団副社長を務める。 |
| アトランタ・ ホークス                   | 23                 | ルー・ハドソン （Lou Hudson）                  | 1977年3月1日            | フォワード         | 球団歴代3位の得点数を誇るスコアラー。 |
| アトランタ・ ホークス                   | 44                 | ピート・マラビッチ · （Pete Maravich）         | 2017年3月3日            | ガード             | NCAAディビジョンI歴代最多得点保持者。“ピストル・ピート"の愛称で知られた。 |
| アトランタ・ ホークス                   | 55                 | ディケンベ・ムトンボ · （Dikembe Mutombo）     | 2015年11月24日          | センター           | 4度の最優秀守備選手賞受賞者。ホークス時代は2度達成。歴代2位のブロック数を記録している。 |
| アトランタ・ ホークス                   | 59                 | カシム・リード （Kasim Reed）                  | 2017年11月3日           |                    | 第59代アトランタ市長 |
| ボストン・ セルティックス               | 00                 | ロバート・パリッシュ                           | 999999999999-99-99-0000 |                    | セルティックス元祖BIG3の一人。80年代のセルティックス黄金期を支えた。 |
| ボストン・ セルティックス               | 1                  | ウォルター・ブラウン · （Walter A. Brown）     | 999999999999-99-99-0000 |                    | 創立者で初代オーナー |
| ボストン・ セルティックス               | 2                  | レッド・アワーバック                           | 999999999999-99-99-0000 |                    | GM・第3代ヘッドコーチ(1950-66年)・社長 8連覇を含む9回の優勝に導いた名HCであり、運営側として7度チームの優勝に貢献した。 創立者のウォルター・ブラウンの1番が欠番にされていることに倣ったものである。         |
| ボストン・ セルティックス               | 3                  | デニス・ジョンソン                             | 999999999999-99-99-0000 |                    | オールディフェンシブ1stチーム6度の守備の名手。1993年から97年までアシスタントコーチを歴任。 |
| ボストン・ セルティックス               | 5                  | ケビン・ガーネット · （Kevin Garnett）         | 2020年2月13日           | フォワードセンター | セルティックス新BIG3の一人として、2008年シーズンの優勝に貢献。 |
| ボストン・ セルティックス               | 6                  | ビル・ラッセル                                 | 999999999999-99-99-0000 |                    | 黒人初のNBAスター選手にして、北米4大スポーツリーグ初の黒人ヘッドコーチ(第4代、1966-69年)。50年代-60年代にかけて、通算11度の優勝にチームを導いた、史上最も偉大なバスケットボール選手の一人。                |
| ボストン・ セルティックス               | 10                 | ジョ・ジョ・ホワイト                           | 999999999999-99-99-0000 |                    | 70年代、チーム2度目の黄金期を率いたPG。1976年のNBAファイナルMVP受賞者。 |
| ボストン・ セルティックス               | 14                 | ボブ・クージー                                 | 999999999999-99-99-0000 |                    | アシスト王歴代2位の8度を誇る、50年代を代表する名PGの一人。 |
| ボストン・ セルティックス               | 15                 | トム・ヘインソーン                             | 999999999999-99-99-0000 | フォワード         | 選手として8度、第5代HC(1969年-78年)として2度の優勝に導いたレジェンドプレーヤー。 |
| ボストン・ セルティックス               | 16                 | サッチ・サンダース                             | 999999999999-99-99-0000 | フォワード         | 13年の在籍で8度の優勝に輝いた名ディフェンダー。第6代HC(1978年)。 |
| ボストン・ セルティックス               | 17                 | ジョン・ハブリチェック                         | 999999999999-99-99-0000 | フォワード         | 8度のNBA優勝、14度のオールスター選出で60年代ｰ70年代を支えた名プレーヤー。生涯通算得点26,395点は未だ破られぬセルティックスの得点記録である。                                                                |
| ボストン・ セルティックス               | 18                 | デイブ・コーウェンス                           | 999999999999-99-99-0000 |                    | 一時没落した王朝復活の立役者。3度のオールNBAチーム3度のNBAオールディフェンシブチーム選出を果たした70年代を代表するCの一人。第7代HC(1978-79年)。                                                            |
| ボストン・ セルティックス               | 19                 | ドン・ネルソン                                 | 999999999999-99-99-0000 | フォワード         | 選手時代に5度セルティックスで優勝、コーチとしてNBA最優秀コーチを3度他チームではあるが受賞した。ポイントフォワードの概念を導入したことでも知られる。                                                        |
| ボストン・ セルティックス               | 21                 | ビル・シャーマン                               | 999999999999-99-99-0000 |                    | NBA優勝4度、オールスター8度選出という50年代在籍の名SG。 選手・コーチの2部門で殿堂入りした。 |
| ボストン・ セルティックス               | 22                 | エド・マコーレー                               | 999999999999-99-99-0000 |                    | 1950年代を代表するビッグマンの一人。初代NBAオールスターMVP。 |
| ボストン・ セルティックス               | 23                 | フランク・ラムジー                             | 999999999999-99-99-0000 | フォワード         | チーム2回目の優勝から、セルティックス8連覇を陰で支えたシックスマン。｢チームの切り札｣的存在として活躍した。                                                                                                 |
| ボストン・ セルティックス               | 24                 | サム・ジョーンズ                               | 999999999999-99-99-0000 |                    | ビル・ラッセルに次ぐ10度のNBA優勝。25周年・50周年・75周年記念チームにそれぞれ選出された選手の一人。 |
| ボストン・ セルティックス               | 25                 | K・C・ジョーンズ                               | 999999999999-99-99-0000 |                    | 8連覇時代の主要選手の一人として、そして第9代HC(1983-88年)として80年代2度の優勝に導いたコーチとして10度の優勝をチームにもたらした。                                                                         |
| ボストン・ セルティックス               | 31                 | セドリック・マクスウェル                       | 999999999999-99-99-0000 | フォワード         | 80年代に2度優勝を経験。殿堂入りこそしていないが、1981年にファイナルMVPを受賞。フィールドゴール成功率リーダーに2度選ばれる。                                                                                |
| ボストン・ セルティックス               | 32                 | ケビン・マクヘイル                             | 999999999999-99-99-0000 | フォワード         | ゴール下の得点技術が史上最高と評される80年代3度の優勝を経験した名選手。2度のシックスマン賞、6度のオールディフェンシブチーム選出を果たした。                                                                |
| ボストン・ セルティックス               | 33                 | ラリー・バード                                 | 999999999999-99-99-0000 | フォワード         | 史上最高のSFの一人とされる、チームを3度優勝に導いたセルティックスのエース。2022年現在ペイサーズの特別顧問を務めている。                                                                                    |
| ボストン・ セルティックス               | 34                 | ポール・ピアース                               | 999999999999-99-99-0000 | フォワード         | 10度のオールスター、2008年優勝時のファイナルMVPとして活躍した"The Truth"の愛称で知られた選手。セルティックス新BIG3の一人。                                                                                 |
| ボストン・ セルティックス               | 35                 | レジー・ルイス （Reggie Lewis）                | 999999999999-99-99-0000 |                    | 90年代のチームの人気を支えた一人。6年目のシーズン途中肥大型心筋症により27歳の若さで急死した。 |
| ボストン・ セルティックス               | -                  | ジョニー・モースト                             | 999999999999-99-99-0000 |                    | 1953年から90年までABCラジオの名アナウンサーとして活躍した。 |
| ブルックリン・ ネッツ                   | 3                  | ドラジェン・ペトロヴィッチ                     | 999999999999-99-99-0000 |                    | 1991-93年まで在籍。93年プレーオフ後、欧州選手権中のポーランドに向かう途中のドイツで交通事故死。享年28。 |
| ブルックリン・ ネッツ                   | 5                  | ジェイソン・キッド                             | 999999999999-99-99-0000 |                    | ネッツを2年連続のファイナル進出に導き、キャリアで118回のトリプル・ダブルを記録した"Mr.トリプルダブル"。2022年現在、ダラス・マーベリックスHC。                                                              |
| ブルックリン・ ネッツ                   | 23                 | ジョン・ウィリアムソン                         | 999999999999-99-99-0000 |                    | ニューヨークが本拠地の頃、チームを2度のABA優勝に貢献。 |
| ブルックリン・ ネッツ                   | 25                 | ビル・メルチオーニ （Bill Melchionni）         | 999999999999-99-99-0000 |                    | ウィリアムソンと共に、チームを2度のABA優勝に貢献した際のシックスマン。通算3,044アシストはABAでは第3位の記録である。                                                                                        |
| ブルックリン・ ネッツ                   | 32                 | ジュリアス・アービング                         | 999999999999-99-99-0000 | フォワード         | 在籍時3度のABAシーズンMVP・得点王を受賞。もっとも影響力のあるバスケットボール選手として"Dr.J"の愛称で知られる。                                                                                            |
| ブルックリン・ ネッツ                   | 52                 | バック・ウィリアムズ                           | 999999999999-99-99-0000 | フォワード         | 1982年シーズンの新人王。3度のオールスター出場にオールディフェンシブチーム計4回を記録した選手。 |
| シャーロット・ ホーネッツ               | 13                 | ボビー・フィルズ （Bobby Phills）              | 999999999999-99-99-0000 |                    | 在籍4年目に交通事故に遭い、30歳の若さで亡くなる。 |
| シカゴ・ ブルズ                         | 4                  | ジェリー・スローン                             | 999999999999-99-99-0000 |                    | 2度のオールスター・通算6度のオールディフェンシブチーム選出。ユタ・ジャズ黄金期の90年代・2000年代のHCとしても知られる。                                                                                     |
| シカゴ・ ブルズ                         | 10                 | ボブ・ラブ                                     | 999999999999-99-99-0000 |                    | 最初期のブルズ時代のエースとしてチームを支えた選手。 |
| シカゴ・ ブルズ                         | 23                 | マイケル・ジョーダン                           | 999999999999-99-99-0000 |                    | 2度の3連覇を達成した時代のエース。1980,90年代のNBAの世界的ブームを作った"バスケットボールの神様"。シャーロット・ホーネッツオーナー                                                                         |
| シカゴ・ ブルズ                         | 33                 | スコッティ・ピッペン                           | 999999999999-99-99-0000 |                    | 2度の3連覇を達成したブルズ黄金期の中心選手。史上最高のSFの1人として知られる。息子もNBA選手として現在活躍中である。                                                                                         |
| シカゴ・ ブルズ                         | -                  | ジェリー・クラウス                             | 999999999999-99-99-0000 |                    | 1985-2003年までブルズのGMを務めた人物。 |
| シカゴ・ ブルズ                         | -                  | フィル・ジャクソン                             | 999999999999-99-99-0000 |                    | 1989－98年まで2度の3連覇を果たしたHC。レイカーズ時代も含め通算11度のNBA優勝を誇る。 |
| クリーブランド・ キャバリアーズ         | 7                  | ビンゴ・スミス                                 | 999999999999-99-99-0000 |                    | |
| クリーブランド・ キャバリアーズ         | 11                 | ジードルナス・イルガスカス                     | 999999999999-99-99-0000 |                    | |
| クリーブランド・ キャバリアーズ         | 22                 | ラリー・ナンス                                 | 999999999999-99-99-0000 |                    | |
| クリーブランド・ キャバリアーズ         | 25                 | マーク・プライス                               | 999999999999-99-99-0000 |                    | |
| クリーブランド・ キャバリアーズ         | 34                 | オースティン・カー                             | 999999999999-99-99-0000 |                    | |
| クリーブランド・ キャバリアーズ         | 42                 | ネイト・サーモンド · （Nate Thurmond）         | 999999999999-99-99-0000 |                    | |
| クリーブランド・ キャバリアーズ         | 43                 | ブラッド・ドーアティ （Brad Daugherty）        | 999999999999-99-99-0000 |                    | |
| クリーブランド・ キャバリアーズ         | -                  | ジョー・テイト （Joe Tait）                    | 999999999999-99-99-0000 |                    | |
| ダラス・ マーベリックス                 | 12                 | デレック・ハーパー （Derek Harper）            | 2018年1月7日            |                    | |
| ダラス・ マーベリックス                 | 15                 | ブラッド・デイヴィス （Brad Davis）            | 999999999999-99-99-0000 |                    | |
| ダラス・ マーベリックス                 | 22                 | ローランド・ブラックマン （Rolando Blackman）  | 999999999999-99-99-0000 |                    | |
| ダラス・ マーベリックス                 | 24                 | コービー・ブライアント · （Kobe Bryant）       | 2020年1月26日           |                    | 在籍歴はないが、2020年にヘリ事故により 急逝したコービーの活躍した功績を称えて。 |
| デンバー・ ナゲッツ                     | 2                  | アレックス・イングリッシュ · （Alex English）  | 999999999999-99-99-0000 |                    | |
| デンバー・ ナゲッツ                     | 12                 | ラファイエット・リーバー （Fat Lever）         | 999999999999-99-99-0000 |                    | |
| デンバー・ ナゲッツ                     | 33                 | デヴィッド・トンプソン · （David Thompson）    | 999999999999-99-99-0000 |                    | |
| デンバー・ ナゲッツ                     | 40                 | バイロン・ベック                               | 999999999999-99-99-0000 |                    | |
| デンバー・ ナゲッツ                     | 44                 | ダン・イッセル                                 | 999999999999-99-99-0000 |                    | |
| デンバー・ ナゲッツ                     | 55                 | ディケンベ・ムトンボ                           | 999999999999-99-99-0000 |                    | |
| デンバー・ ナゲッツ                     | 432                | ダグ・モー                                     | 999999999999-99-99-0000 |                    | ヘッドコーチ通算勝利数より |
| デトロイト・ ピストンズ                 | 1                  | チャンシー・ビラップス                         | 999999999999-99-99-0000 |                    | |
| デトロイト・ ピストンズ                 | 2                  | チャック・デイリー                             | 999999999999-99-99-0000 |                    | ヘッドコーチとして2連続優勝を讃えて。 |
| デトロイト・ ピストンズ                 | 3                  | ベン・ウォレス                                 | 999999999999-99-99-0000 |                    | |
| デトロイト・ ピストンズ                 | 4                  | ジョー・デュマース                             | 999999999999-99-99-0000 |                    | |
| デトロイト・ ピストンズ                 | 10                 | デニス・ロッドマン                             | 999999999999-99-99-0000 |                    | |
| デトロイト・ ピストンズ                 | 11                 | アイザイア・トーマス                           | 999999999999-99-99-0000 |                    | |
| デトロイト・ ピストンズ                 | 15                 | ヴィニー・ジョンソン                           | 999999999999-99-99-0000 |                    | |
| デトロイト・ ピストンズ                 | 16                 | ボブ・レイニア                                 | 999999999999-99-99-0000 |                    | |
| デトロイト・ ピストンズ                 | 21                 | デイブ・ビン                                   | 999999999999-99-99-0000 |                    | |
| デトロイト・ ピストンズ                 | 32                 | リチャード・ハミルトン                         | 999999999999-99-99-0000 |                    | |
| デトロイト・ ピストンズ                 | 40                 | ビル・レインビア                               | 999999999999-99-99-0000 |                    | |
| デトロイト・ ピストンズ                 | -                  | ウィリアム・デービッドソン                     | 999999999999-99-99-0000 |                    | |
| デトロイト・ ピストンズ                 | -                  | ジャック・マクロスキー                         | 999999999999-99-99-0000 |                    | |
| ゴールデンステート・ ウォリアーズ       | 9                  | アンドレ・イグダーラ                           | 999999999999-99-99-0000 |                    | |
| ゴールデンステート・ ウォリアーズ       | 13                 | ウィルト・チェンバレン                         | 999999999999-99-99-0000 |                    | |
| ゴールデンステート・ ウォリアーズ       | 14                 | トム・メシェリー                               | 999999999999-99-99-0000 |                    | |
| ゴールデンステート・ ウォリアーズ       | 16                 | アル・アットルス                               | 999999999999-99-99-0000 |                    | |
| ゴールデンステート・ ウォリアーズ       | 17                 | クリス・マリン                                 | 999999999999-99-99-0000 |                    | |
| ゴールデンステート・ ウォリアーズ       | 24                 | リック・バリー                                 | 999999999999-99-99-0000 |                    | |
| 42                                      | ネイト・サーモンド | 999999999999-99-99-0000                        |                         |                    | |
| ヒューストン・ ロケッツ                 | 11                 | 姚明                                           | 999999999999-99-99-0000 |                    | |
| ヒューストン・ ロケッツ                 | 22                 | クライド・ドレクスラー                         | 999999999999-99-99-0000 |                    | |
| ヒューストン・ ロケッツ                 | 23                 | カルヴィン・マーフィー                         | 999999999999-99-99-0000 |                    | |
| ヒューストン・ ロケッツ                 | 24                 | モーゼス・マローン                             | 999999999999-99-99-0000 |                    | |
| ヒューストン・ ロケッツ                 | 34                 | アキーム・オラジュワン                         | 999999999999-99-99-0000 |                    | |
| ヒューストン・ ロケッツ                 | 45                 | ルディ・トムヤノビッチ                         | 999999999999-99-99-0000 |                    | |
| ヒューストン・ ロケッツ                 | -                  | キャロル・ドーソン （Carroll Dawson）          | 999999999999-99-99-0000 |                    | アシスタントコーチ・GM |
| インディアナ・ ペイサーズ               | 30                 | ジョージ・マクギニス                           | 999999999999-99-99-0000 |                    | |
| インディアナ・ ペイサーズ               | 31                 | レジー・ミラー                                 | 999999999999-99-99-0000 |                    | |
| インディアナ・ ペイサーズ               | 34                 | メル・ダニエルズ                               | 999999999999-99-99-0000 |                    | |
| インディアナ・ ペイサーズ               | 35                 | ロジャー・ブラウン                             | 999999999999-99-99-0000 |                    | |
| インディアナ・ ペイサーズ               | 529                | ボビー・レオナルド · （Bobby Leonard）         | 999999999999-99-99-0000 |                    | ヘッドコーチとしての勝利数より |
| ロサンゼルス・ レイカーズ               | 8                  | コービー・ブライアント                         | 999999999999-99-99-0000 |                    | |
| ロサンゼルス・ レイカーズ               | 13                 | ウィルト・チェンバレン                         | 999999999999-99-99-0000 |                    | |
| ロサンゼルス・ レイカーズ               | 16                 | パウ・ガソル                                   | 999999999999-99-99-0000 |                    | |
| ロサンゼルス・ レイカーズ               | 22                 | エルジン・ベイラー                             | 999999999999-99-99-0000 |                    | |
| ロサンゼルス・ レイカーズ               | 24                 | コービー・ブライアント                         | 999999999999-99-99-0000 |                    | |
| ロサンゼルス・ レイカーズ               | 25                 | ゲイル・グッドリッチ                           | 999999999999-99-99-0000 |                    | |
| ロサンゼルス・ レイカーズ               | 32                 | マジック・ジョンソン                           | 999999999999-99-99-0000 |                    | |
| ロサンゼルス・ レイカーズ               | 33                 | カリーム・アブドゥル＝ジャバー                 | 999999999999-99-99-0000 |                    | |
| ロサンゼルス・ レイカーズ               | 34                 | シャキール・オニール                           | 999999999999-99-99-0000 |                    | |
| ロサンゼルス・ レイカーズ               | 42                 | ジェームズ・ウォージー                         | 999999999999-99-99-0000 |                    | |
| ロサンゼルス・ レイカーズ               | 44                 | ジェリー・ウェスト                             | 999999999999-99-99-0000 |                    | |
| ロサンゼルス・ レイカーズ               | 52                 | ジャマール・ウィルクス                         | 999999999999-99-99-0000 |                    | |
| -                                       | チック・ハーン     | 999999999999-99-99-0000                        |                         | アナウンサー       | |
| マイアミ・ ヒート                       | 1                  | クリス・ボッシュ                               | 999999999999-99-99-0000 |                    | |
| マイアミ・ ヒート                       | 3                  | ドウェイン・ウェイド                           | 999999999999-99-99-0000 |                    | |
| マイアミ・ ヒート                       | 10                 | ティム・ハーダウェイ                           | 999999999999-99-99-0000 |                    | |
| マイアミ・ ヒート                       | 23                 | マイケル・ジョーダン                           | 2003年                  |                    | 在籍歴はないが、NBAに貢献したということで 当時の球団社長であったパット・ライリーが決定した。 一説には「マイケル・ジョーダンに苦しめられたライリーが、 自チームで23番を見たくないからだ」とも言われている。 |
| マイアミ・ ヒート                       | 32                 | シャキール・オニール                           | 999999999999-99-99-0000 |                    | |
| マイアミ・ ヒート                       | 33                 | アロンゾ・モーニング                           | 999999999999-99-99-0000 |                    | |
| ミルウォーキー・ バックス               | 1                  | オスカー・ロバートソン                         | 999999999999-99-99-0000 |                    | |
| ミルウォーキー・ バックス               | 2                  | ジュニアー・ブリッジマン                       | 999999999999-99-99-0000 |                    | |
| ミルウォーキー・ バックス               | 4                  | シドニー・モンクリーフ                         | 999999999999-99-99-0000 |                    | |
| ミルウォーキー・ バックス               | 8                  | マーカス・ジョンソン （Marques Johnson）       | 999999999999-99-99-0000 |                    | |
| ミルウォーキー・ バックス               | 10                 | ボブ・ダンドリッジ                             | 999999999999-99-99-0000 |                    | |
| ミルウォーキー・ バックス               | 14                 | ジョン・マクグロックリン                       | 999999999999-99-99-0000 |                    | |
| ミルウォーキー・ バックス               | 16                 | ボブ・レイニア                                 | 999999999999-99-99-0000 |                    | |
| ミルウォーキー・ バックス               | 32                 | ブライアン・ウィンターズ                       | 999999999999-99-99-0000 |                    | |
| ミルウォーキー・ バックス               | 33                 | カリーム・アブドゥル＝ジャバー                 | 999999999999-99-99-0000 |                    | |
| ミネソタ・ ティンバーウルブズ           | 2                  | マリック・シーリー （Malik Sealy）             | 999999999999-99-99-0000 |                    | |
| ミネソタ・ ティンバーウルブズ           | -                  | フリップ・ソーンダーズ                         | 999999999999-99-99-0000 |                    | ヘッドコーチ |
| ニューオーリンズ・ ペリカンズ           | 6                  | シックスマン                                   | 999999999999-99-99-0000 |                    | チームのファン |
| ニューオーリンズ・ ペリカンズ           | 7                  | ピート・マラビッチ                             | 999999999999-99-99-0000 |                    | 在籍歴はないが、かつてニューオーリンズに本拠を置いた ニューオーリンズ・ジャズ（現・ユタ・ジャズ）で活躍した功績を称えて。                                                                                  |
| ニューオーリンズ・ ペリカンズ           | 13                 | ボビー・フィルズ （Bobby Phills）              | 999999999999-99-99-0000 |                    | |
| ニューヨーク・ ニックス                 | 10                 | ウォルト・フレイジャー                         | 999999999999-99-99-0000 |                    | |
| ニューヨーク・ ニックス                 | 12                 | ディック・バーネット                           | 999999999999-99-99-0000 |                    | |
| ニューヨーク・ ニックス                 | 15                 | アール・モンロー                               | 999999999999-99-99-0000 |                    | |
| ニューヨーク・ ニックス                 | 15                 | ディック・マグワイア                           | 999999999999-99-99-0000 |                    | |
| ニューヨーク・ ニックス                 | 19                 | ウィリス・リード                               | 999999999999-99-99-0000 |                    | |
| ニューヨーク・ ニックス                 | 22                 | デイブ・ディバッシャー                         | 999999999999-99-99-0000 |                    | |
| ニューヨーク・ ニックス                 | 24                 | ビル・ブラッドリー                             | 999999999999-99-99-0000 |                    | |
| ニューヨーク・ ニックス                 | 33                 | パトリック・ユーイング                         | 999999999999-99-99-0000 |                    | |
| ニューヨーク・ ニックス                 | 613                | レッド・ホルツマン                             | 999999999999-99-99-0000 |                    | ヘッドコーチとしての勝利数より |
| オクラホマシティ・ サンダー             | 1                  | ガス・ウィリアムズ                             | 999999999999-99-99-0000 |                    | |
| オクラホマシティ・ サンダー             | 4                  | ニック・コリソン                               | 999999999999-99-99-0000 |                    | |
| オクラホマシティ・ サンダー             | 10                 | ネイト・マクミラン                             | 999999999999-99-99-0000 |                    | |
| オクラホマシティ・ サンダー             | 19                 | レニー・ウィルケンズ                           | 999999999999-99-99-0000 |                    | |
| オクラホマシティ・ サンダー             | 21                 | スペンサー・ヘイウッド                         | 999999999999-99-99-0000 |                    | |
| オクラホマシティ・ サンダー             | 32                 | フレッド・ブラウン                             | 999999999999-99-99-0000 |                    | |
| オクラホマシティ・ サンダー             | 43                 | ジャック・シカマ                               | 999999999999-99-99-0000 |                    | |
| オクラホマシティ・ サンダー             | -                  | ボブ・ブラックバーン                           | 999999999999-99-99-0000 |                    | ラジオアナウンサー |
| オーランド・ マジック                   | 1                  | シックスマン                                   | 999999999999-99-99-0000 |                    | チームのファン |
| フィラデルフィア・ セブンティシクサーズ | 2                  | モーゼス・マローン                             | 999999999999-99-99-0000 |                    | |
| フィラデルフィア・ セブンティシクサーズ | 3                  | アレン・アイバーソン                           | 999999999999-99-99-0000 |                    | |
| フィラデルフィア・ セブンティシクサーズ | 4                  | ドルフ・シェイズ                               | 999999999999-99-99-0000 |                    | |
| フィラデルフィア・ セブンティシクサーズ | 6                  | ジュリアス・アービング                         | 999999999999-99-99-0000 |                    | |
| フィラデルフィア・ セブンティシクサーズ | 10                 | モーリス・チークス                             | 999999999999-99-99-0000 |                    | |
| フィラデルフィア・ セブンティシクサーズ | 13                 | ウィルト・チェンバレン                         | 999999999999-99-99-0000 |                    | |
| フィラデルフィア・ セブンティシクサーズ | 15                 | ハル・グリア                                   | 999999999999-99-99-0000 |                    | |
| フィラデルフィア・ セブンティシクサーズ | 24                 | ボビー・ジョーンズ                             | 999999999999-99-99-0000 |                    | |
| フィラデルフィア・ セブンティシクサーズ | 32                 | ビリー・カニンガム                             | 999999999999-99-99-0000 |                    | |
| フィラデルフィア・ セブンティシクサーズ | 34                 | チャールズ・バークレー                         | 999999999999-99-99-0000 |                    | |
| フィラデルフィア・ セブンティシクサーズ | -                  | デイブ・ジンコフ                               | 999999999999-99-99-0000 |                    | チーム専属アナウンサー |
| フェニックス・ サンズ                   | 5                  | ディック・バン・アースデール                   | 999999999999-99-99-0000 |                    | |
| フェニックス・ サンズ                   | 6                  | ウォルター・デイビス                           | 999999999999-99-99-0000 |                    | |
| フェニックス・ サンズ                   | 7                  | ケビン・ジョンソン                             | 999999999999-99-99-0000 |                    | |
| フェニックス・ サンズ                   | 33                 | アルヴァン・アダムス                           | 999999999999-99-99-0000 |                    | 2007年から2013年まではグラント・ヒルがアダムス許可の下で着用した。 |
| フェニックス・ サンズ                   | 42                 | コニー・ホーキンズ                             | 999999999999-99-99-0000 |                    | |
| フェニックス・ サンズ                   | 44                 | ポール・ウェストファル                         | 999999999999-99-99-0000 |                    | |
| フェニックス・ サンズ                   | -                  | ジェリー・コランジェロ                         | 999999999999-99-99-0000 |                    | オーナー |
| フェニックス・ サンズ                   | -                  | コットン・フィッツシモンズ                     | 999999999999-99-99-0000 |                    | ヘッドコーチ |
| フェニックス・ サンズ                   | -                  | ジョン・マクラウド                             | 999999999999-99-99-0000 |                    | ヘッドコーチ |
| フェニックス・ サンズ                   | -                  | ジョー・プロスキ                               | 999999999999-99-99-0000 |                    | トレーナー |
| フェニックス・ サンズ                   | -                  | アル・マッコイ                                 | 999999999999-99-99-0000 |                    | アナウンサー |
| ポートランド・ トレイルブレイザーズ     | 1                  | ラリー・ワインバーグ                           | 999999999999-99-99-0000 |                    | 創立時のオーナー |
| ポートランド・ トレイルブレイザーズ     | 13                 | デイブ・ツワージク                             | 999999999999-99-99-0000 |                    | |
| ポートランド・ トレイルブレイザーズ     | 14                 | ライオネル・ホリンズ                           | 999999999999-99-99-0000 |                    | |
| ポートランド・ トレイルブレイザーズ     | 15                 | ラリー・スティール                             | 999999999999-99-99-0000 |                    | |
| ポートランド・ トレイルブレイザーズ     | 20                 | モーリス・ルーカス                             | 999999999999-99-99-0000 |                    | |
| ポートランド・ トレイルブレイザーズ     | 22                 | クライド・ドレクスラー                         | 999999999999-99-99-0000 |                    | |
| ポートランド・ トレイルブレイザーズ     | 30                 | ボブ・グロス                                   | 999999999999-99-99-0000 |                    | |
| ポートランド・ トレイルブレイザーズ     | 30                 | テリー・ポーター                               | 999999999999-99-99-0000 |                    | |
| ポートランド・ トレイルブレイザーズ     | 32                 | ビル・ウォルトン                               | 999999999999-99-99-0000 |                    | |
| ポートランド・ トレイルブレイザーズ     | 36                 | ロイド・ニール                                 | 999999999999-99-99-0000 |                    | |
| ポートランド・ トレイルブレイザーズ     | 45                 | ジェフ・ペトリー                               | 999999999999-99-99-0000 |                    | |
| ポートランド・ トレイルブレイザーズ     | 77                 | ジャック・ラムジー                             | 999999999999-99-99-0000 |                    | NBA優勝を果たした1976-77シーズンのコーチとして。 |
| ポートランド・ トレイルブレイザーズ     | -                  | ビル・ショーネリー                             | 999999999999-99-99-0000 |                    | アナウンサー |
| サクラメント・ キングス                 | 1                  | ネイト・アーチボルド                           | 999999999999-99-99-0000 |                    | |
| サクラメント・ キングス                 | 2                  | ミッチ・リッチモンド                           | 999999999999-99-99-0000 |                    | |
| サクラメント・ キングス                 | 4                  | クリス・ウェバー                               | 999999999999-99-99-0000 |                    | |
| サクラメント・ キングス                 | 6                  | シックスマン                                   | 999999999999-99-99-0000 |                    | チームのファン |
| サクラメント・ キングス                 | 11                 | ボブ・デイヴィス                               | 999999999999-99-99-0000 |                    | |
| サクラメント・ キングス                 | 12                 | モーリス・ストークス                           | 999999999999-99-99-0000 |                    | |
| サクラメント・ キングス                 | 14                 | オスカー・ロバートソン                         | 999999999999-99-99-0000 |                    | |
| サクラメント・ キングス                 | 16                 | プレドラグ・ストヤコヴィッチ                   | 999999999999-99-99-0000 |                    | |
| サクラメント・ キングス                 | 21                 | ブラデ・ディバッツ                             | 999999999999-99-99-0000 |                    | |
| サクラメント・ キングス                 | 27                 | ジャック・トゥィマン                           | 999999999999-99-99-0000 |                    | |
| サクラメント・ キングス                 | 44                 | サム・レイシー                                 | 999999999999-99-99-0000 |                    | |
| サンアントニオ・ スパーズ               | 00                 | ジョニー・ムーア                               | 999999999999-99-99-0000 |                    | |
| サンアントニオ・ スパーズ               | 6                  | エイブリー・ジョンソン                         | 999999999999-99-99-0000 |                    | |
| サンアントニオ・ スパーズ               | 9                  | トニー・パーカー                               | 999999999999-99-99-0000 |                    | |
| サンアントニオ・ スパーズ               | 12                 | ブルース・ボウエン                             | 999999999999-99-99-0000 |                    | |
| サンアントニオ・ スパーズ               | 13                 | ジェームズ・サイラス                           | 999999999999-99-99-0000 |                    | |
| サンアントニオ・ スパーズ               | 20                 | マヌ・ジノビリ                                 | 999999999999-99-99-0000 |                    | |
| サンアントニオ・ スパーズ               | 21                 | ティム・ダンカン                               | 999999999999-99-99-0000 |                    | |
| サンアントニオ・ スパーズ               | 32                 | ショーン・エリオット                           | 999999999999-99-99-0000 |                    | |
| サンアントニオ・ スパーズ               | 44                 | ジョージ・ガービン                             | 999999999999-99-99-0000 |                    | |
| サンアントニオ・ スパーズ               | 50                 | デイヴィッド・ロビンソン                       | 999999999999-99-99-0000 |                    | |
| ユタ・ ジャズ                           | 1                  | フランク・レイデン                             | 999999999999-99-99-0000 |                    | ヘッドコーチ |
| ユタ・ ジャズ                           | 4                  | エイドリアン・ダントリー                       | 999999999999-99-99-0000 |                    | |
| ユタ・ ジャズ                           | 7                  | ピート・マラビッチ                             | 999999999999-99-99-0000 |                    | |
| ユタ・ ジャズ                           | 9                  | ラリー・H・ミラー                              | 999999999999-99-99-0000 |                    | オーナー |
| ユタ・ ジャズ                           | 12                 | ジョン・ストックトン                           | 999999999999-99-99-0000 |                    | |
| ユタ・ ジャズ                           | 14                 | ジェフ・ホーナセック                           | 999999999999-99-99-0000 |                    | |
| ユタ・ ジャズ                           | 32                 | カール・マローン                               | 999999999999-99-99-0000 |                    | |
| ユタ・ ジャズ                           | 35                 | ダレル・グリフィス                             | 1993年12月4日           |                    | |
| ユタ・ ジャズ                           | 53                 | マーク・イートン                               | 999999999999-99-99-0000 |                    | |
| ユタ・ ジャズ                           | 1223               | ジェリー・スローン                             | 999999999999-99-99-0000 |                    | ヘッドコーチとしての勝利数より |
| ユタ・ ジャズ                           | -                  | ホット・ロッド・ハンドリー                     | 999999999999-99-99-0000 |                    | アナウンサー |
| ワシントン・ ウィザーズ                 | 10                 | アール・モンロー                               | 999999999999-99-99-0000 |                    | |
| ワシントン・ ウィザーズ                 | 11                 | エルヴィン・ヘイズ                             | 999999999999-99-99-0000 |                    | |
| ワシントン・ ウィザーズ                 | 25                 | ガス・ジョンソン                               | 999999999999-99-99-0000 |                    | |
| ワシントン・ ウィザーズ                 | 41                 | ウェス・アンセルド                             | 999999999999-99-99-0000 |                    | |
| ワシントン・ ウィザーズ                 | 45                 | フィル・シェニエ                               | 999999999999-99-99-0000 |                    | |

オフィシャルズ
- 5-メンディー・ルドルフ

### 備考
- ロサンゼルス・クリッパーズの永久欠番は現在ない。
- NBAならではのケースとして、「コーチの勝利数由来の永久欠番」「ファン＝6人目の選手としての永久欠番」「所属歴のない選手の永久欠番」がある。
  - コーチの勝利数由来の永久欠番 - ペイサーズのスリック・レオナルドの529番、ナゲッツのダグ・モーの432番、ニックスのレッド・ホルツマンの613番、ジャズのジェリー・スローンの1223番。
  - ファン＝6人目の選手としての永久欠番 - ペリカンズ、マジック、キングスの6番。
  - 所属歴のない選手の永久欠番 - ホーネッツのピート・マラビッチの7番、ヒートのマイケル・ジョーダンの23番、ダラス・マーヴェリックスのコービー・ブライアントの24番。
- NBA最多の優勝回数を誇るセルティックスの永久欠番数はNBA最多の21。
- 複数選手を称えた永久欠番としてニックスの15番（アール・モンローとディック・マグワイア）、トレイルブレイザーズの30番（ボブ・グロスとテリー・ポーター）がある。
- チームによってはトレーナーやアナウンサーを欠番扱いとする場合もある。
- 永久欠番となった人物が最も多い番号は32番で、マジック・ジョンソンら9人。
- 99番までの番号で、現在永久欠番となっていない番号は0番、26番、28番、29番、37-39番、46-49番、51番、54-76番、78番-98番である。
- コービー・ブライアントは8と24の二つの番号が永久欠番となっている。

## WNBAの永久欠番
| dagger | バスケットボール殿堂表彰者 |

| チーム                      | 番号 | 欠番対象者                                  | 制定年月日              | ポジション | 備考 |
| --------------------------- | ---- | ------------------------------------------- | ----------------------- | ---------- | ---- |
| インディアナ・ フィーバー   | 24   | タミカ・キャッチングズ                      | 999999999999-99-99-0000 |            |      |
| ラスベガス・ エースズ       | 25   | ベッキー・ハモン                            | 999999999999-99-99-0000 |            |      |
| ロサンゼルス・ スパークス   | 9    | リサ・レスリー                              | 999999999999-99-99-0000 |            |      |
| ロサンゼルス・ スパークス   | 11   | ペニー・トーラー                            | 999999999999-99-99-0000 |            |      |
| ミネソタ・ リンクス         | 13   | リンジー・ウェイレン                        | 999999999999-99-99-0000 |            |      |
| ミネソタ・ リンクス         | 32   | レベッカー・ブランソン （Rebekkah Brunson） | 999999999999-99-99-0000 |            |      |
| フェニックス・ マーキュリー | 7    | ミシェル・ティムス （Michele Timms）        | 999999999999-99-99-0000 |            |      |
| フェニックス・ マーキュリー | 13   | ペニー・テイラー                            | 999999999999-99-99-0000 |            |      |
| フェニックス・ マーキュリー | 22   | ジェニファー・ギヨム （Jennifer Gillom）    | 999999999999-99-99-0000 |            |      |
| フェニックス・ マーキュリー | 32   | ブリジェット・ペティス （Bridget Pettis）   | 999999999999-99-99-0000 |            |      |
| シアトル・ ストーム         | 15   | ローレン・ジャクソン                        | 999999999999-99-99-0000 |            |      |

### 失効・消滅となった永久欠番
サクラメント・モナークス 2009年にチームが消滅した。
- 欠番扱い-ジェリー・レイノルズ（GM）
- 6-ルーシー・ボルトン

ヒューストン・コメッツ 2008年にチームが消滅した。
- 10-キム・ペロ
- 14-シンシア・クーパー

シャーロット・スティング 2007年にチームが消滅した。
- 32-アンドレア・スティンソン

### 備考
- アトランタ・ドリーム、コネティカット・サン、シカゴ・スカイ、ダラス・ウィングス、ワシントン・ミスティクス、ニューヨーク・リバティの永久欠番は現在ない。
- ジェリー・レイノルズは顕彰を受けた唯一の男性。

## NBAゲータレード・リーグの永久欠番
オースティン・トロス
- 3-デニス・ジョンソン（コーチ）

## 韓国プロバスケットボール界の永久欠番

### 韓国バスケットボールリーグの永久欠番
水原三星サンダース→ソウル三星サンダース
- 10-金賢俊（キム・ヒョンジュン）-1999年
社会人バスケットボールの三星電子時代からの中心選手としてチームをささえてきたシューター。1995年引退後も同チームの監督、コーチとして貢献した。しかし1999年、チーム練習に向かう途中交通事故で死亡。社会人時代からの多大な貢献を称えて1999年シーズンが始まる前に選手時代の背番号だった10を永久欠番として決めた。

原州TG三宝エクサス→原州東部プロミ
- 9-許載（ホ・ジェ）-2004年
通称「バスケットボール大統領」

蔚山モービスフィバス
- 10-禹智元
- 14-金裕宅

ソウルSKナイツ
- 10-文景垠
- 13-全希哲

高陽オリオンズ
- 10-金昞徹

全州KCCイージス
- 4-秋升均
- 11-李相旼

### 韓国女子バスケットボールリーグの永久欠番
龍仁三星生命ブルーミンクス
- 5-李美善
- 11-朴正恩

清州KBスターズ
- 10-辺年河

仁川新韓銀行Sバード
- 0-銭周媛

## 中国プロバスケットボール界の永久欠番
上海嗶哩嗶哩籃球倶楽部
- 15-姚明（ヤオ・ミン） 元ヒューストン・ロケッツ所属

広東宏遠華南虎籃球倶楽部
- 15-ジェイソン・ディクソン（Jason Dixon）

## 台湾プロバスケットボール界の永久欠番
台湾ビール
- 4-周俊三 (Chou Chun-san) - 2008年
- 13-羅興樑 (Lo Hsing-liang) - 2008年

## フィリピンプロバスケットボール界の永久欠番
アラスカ・エイセズ
- 6-ジョジョ・ラスティモサ
- 20-ショーン・チェンバース
- 33-ボグズ・アドルナド

バランガイ・ヒネブラキングス
- 8-アラン・カイディック

ピュアフーズ・テンダージューシー・ジャイアンツ
- 16-アルヴィン・パトリモニオ
- 44-ジェリー・コディネラ

マグノリア・ビバレッジマスターズ
- 8-アラン・カイディック
- 9-サムボーイ・リム
- 14-ヘクター・カルマ
- 19-ラモン・フェルナンデス

### 失効・消滅となった永久欠番
シェル・ターボチャージャーズ
- 14-ベンジー・パラス 2006年にチームが脱退した。

### 備考
- エア21・エクスプレス、コカコーラ・タイガース、レッドブル・バラコ、サンタルシア・リアルターズ、トーキンテクスト・フォンパルズ、ウェルコート・ドラゴンズには永久欠番がない。
- アラン・カイディックが唯一2チームで欠番となっている。カイディックはナショナルチームでも8番を着用しており、国際試合では中国に厳しくマークされた。

## オーストラリアバスケットボール界の永久欠番

### NBLの永久欠番
イラワラ・ホークス
- 4–Chuck Harmison
- 5–Gordie McLeod

シドニー・キングス
- 23-シェーン・ヒール
- 33-ダミアン・キーオ

パース・ワイルドキャッツ
- 6-マイク・エリス
- 7-ジェームス・クロフォード
- 14-スコット・フェントン
- 15-リッキー・グレース
- 21-Andrew Vlahov
- 30-スコット・フィッシャー

ブリスベン・バレッツ
- 22-Ron Radliff
- 30-リロイ・ロギンズ

### WNBLの永久欠番
アデレード・ライトニング
- 14–レイチェル・スポーン

## スペインプロバスケットボール界の永久欠番
FCバルセロナ
- 4–アンドレス・ヒメネス
- 7–ナチョ・ソロザバル
- 12–ロベルト・ドゥエニャス
- 15–ファン・アントニオ・サン・エピファーニョ

## NCAAディヴィジョンI 男子バスケットボールの永久欠番
アイオワ大学
- 10–B.J.アームストロング
- 12–ロニー・レスター
- 21–カール・ケイン
- 22–Bill Seaberg
- 31–ビル・ローガン
- 33–ビル・ショーフ
- 40–クリス・ストリート
- 41–グレッグ・ストークス
- 46–Sharm Scheuerman

アイオワ州立大学
- 14-ウォルド・ウェグナー
- 14-ジェフ・ホーナセック
- 20-ゲイリー・トンプソン
- 32-フレッド・ホイバーグ
- 35-ザイド・アブドゥル＝アジズ
- 44-ジェフ・グレイヤー

アリゾナ大学
- 10–マイク・ビビー
- 22-ジェイソン・ガードナー
- 25–スティーブ・カー
- 32–ショーン・エリオット

インディアナ州立大学
- 33-ラリー・バード
- 54-Duane Klueh

ウェイクフォレスト大学
- 5-ジョシュ・ハワード
- 12-チャーリー・デイビス
- 14-タイロン・ボーグス
- 15-スキップ・ブラウン
- 21-ティム・ダンカン
- 22-ランドルフ・チルドレス
- 24-Dickie Hemric
- 32-ロッド・グリフィン
- 50-レン・チャッペル
- 54-ロドニー・ロジャース

オクラホマ大学
- 10–ムーキー・ブレイロック
- 23–ウェイマン・ティスデイル
- 33–アルヴァン・アダムス

オハイオ州立大学
- 5-ジョン・ハブリチェク
- 11-ジェリー・ルーカス
- 22-ジム・ジャクソン
- 35-Gary Bradds

オレゴン州立大学
- 20-ゲイリー・ペイトン
- 21-メル・カウンツ
- 25-エド・ルイス
- 33-スティービー・ジョンソン
- 45-A.C.グリーン

カリフォルニア州立大学フラトン校
- 4-ロドニー・アンダーソン
- 20-レオン・ウッド
- 30-グレッグ・バンチ

カンザス大学
- 0–ドリュー・グッデン
- 4–ニック・コリソン
- 5–ハワード・イングルマン
- 8–チャーリー・T・ブラック
- 10–チャーリー・B・ブラック
- 11–ジャック・ボーン
- 13–ウィルト・チェンバレン
- 13–ウォルト・ウェズリー
- 14–ダーネル・バレンタイン
- 15–レイ・エバンス
- 15–ジョ・ジョ・ホワイト
- 16–クライド・ラブレット
- 23–B・H・ボーン
- 25–ダニー・マニング
- 32–ビル・ブリッジス
- 34–ポール・ピアース
- 40–Dave Robisch
- 45–リーフ・ラフレンツ
- 60–マックス・ファルケンシュタイン（アナウンサー）

ケンタッキー大学
- 欠番扱い–アドルフ・ラップ（コーチ）
- 欠番扱い–ジョー・ B・ホール（コーチ）
- 欠番扱い–リック・ピティーノ（コーチ）
- 欠番扱い–ケイウッド・レッドフォード (ラジオアナウンサー)
- 欠番扱い–Bill "Mr. Wildcat" Keightley (equipment manager)
- 欠番扱い–ベイシル・ヘイデン（選手）
- 欠番扱い–キャリー・スパイサー（選手）
- 欠番扱い–Forest Sale（選手）
- 00–John DeMoisey
- 4–カイル・メイシー
- 6–クリフ・ヘイガン
- 10–ケン・ロリンズ
- 10–ルイ・ダンピアー
- 11–ショーン・ウッズ
- 12–デロン・フェルトハウス
- 12–ラルフ・ビアード
- 15–アレックス・グローザ
- 16–Lou Tsioropoulos
- 20–ゲイル・ローズ
- 21–ジャック・グース・ギブンズ
- 22–ジェリー・バード
- 23–クリフ・バーカー
- 24–ジャマール・マッシュバーン
- 26–Layton Rouse
- 27–ウォレス・ジョーンズ
- 30–フランク・ラムジー
- 31–サム・ブーイ
- 32–リッチー・ファーマー
- 34–ケニー・ウォーカー
- 34–ジョン・ペルフリー
- 35–Kevin Grevey
- 42–ビリー・エバンス
- 42–ジョニー・コックス
- 42–パット・ライリー
- 44–コットン・ナッシュ
- 44–ダン・イッセル
- 44–フィル・グロマイヤー
- 50–ヴァーノン・ハットン
- 52–Bob Burrow
- 53–リック・ロビー
- 77–ビル・スパイビー

コロラド大学
- 20-Cliff Meely
- 22-Burdette Haldorson

ゴンザガ大学
- 12-ジョン・ストックトン
- 44-フランク・バージェス

サウスフロリダ大学
- 12–チャッキー・アトキンス
- 30–チャーリー・ブラッドリー
- 31–Radenko Dobras

ザビエル大学
- 23-バイロン・ラーキン
- 30-デイビッド・ウェスト
- 42-タイロン・ヒル

サンタクララ大学
- 11-スティーブ・ナッシュ

ジョージア大学
- 21-ドミニク・ウィルキンス

ジョージア工科大学
- 15–マット・ハープリング
- 20–トム・ハモンズ
- 21–ロジャー・カイザー
- 22-ジョン・サリー
- 25–マーク・プライス
- 40–Rich Yunkus

シラキュース大学
- 4–ロニー・サイカリー
- 8–ヴィック・ハンソン
- 19–ボビー・ハーリー
- 20–シャーマン・ダグラス
- 22-デイブ・ビン
- 30–ビリー・オーウェンス
- 31–ドウェイン・パール・ワシントン
- 44–デリック・コールマン

シンシナティ大学
- 4-ケニオン・マーティン
- 12-オスカー・ロバートソン
- 27-ジャック・トゥィマン

テキサス大学
- 11-T・J・フォード
- 35-ケビン・デュラント

テネシー大学
- 22-アーニー・グランフェルド
- 53-バーナード・キング

デューク大学
- 4–J・J・レディック
- 10–ディック・グロート
- 11–ボビー・ハーリー
- 22-ジェイソン・ウィリアムス
- 23–シェルデン・ウィリアムス
- 24–ジョニー・ドーキンス
- 25–アート・ヘイマン
- 31–シェーン・バティエ
- 32–クリスチャン・レイトナー
- 33–グラント・ヒル
- 35–ダニー・フェリー
- 43–マイク・ジミンスキー
- 44–ジェフ・マリンズ

デュポール大学
- 24-マーク・アグワイア
- 99-ジョージ・マイカン

テンプル大学
- 5-ガイ・ロジャース
- 12-マーク・メーコン
- 20-Bill Mlkvy

ネブラスカ大学
- 22–スチュ・ランツ
- 42–デイブ・ホッペン
- 52–エリック・パイカウスキー

ノースカロライナ大学
- NC-ジャック・コブ
- 10–レニー・ローゼンブルース
- 12–フィル・フォード
- 20–ジョージ・グラマック
- 23–マイケル・ジョーダン
- 33–アントワン・ジェイミソン
- 52–ジェームス・ウォージー

ノースカロライナ大学シャーロット校
- 4-バイロン・ディンキンズ
- 4-デマルコ・ジョンソン
- 23-ジャービス・ラング
- 32-メルヴィン・ワトキンス
- 33-セドリック・マクスウェル
- 34-ヘンリー・ウィリアムス
- 45-チャールズ・ヘイワード

バージニア大学
- 3–ジェフ・ランプ
- 14–バジー・ウィルキンソン
- 20–ブライアント・スティス
- 40–バリー・バークヒル
- 41–ウォーリー・ウォーカー
- 50–ラルフ・サンプソン

バージニア工科大学
- 12–ビンボー・コールズ
- 20–エース・カーティス
- 30–デル・カリー
- 44–アラン・ブリストウ

東イリノイ大学
- 00–ケビン・ダックワース

ピッツバーグ大学
- 3-ビリー・ナイト
- 25-Don Hennon
- 32-チャールズ・スミス

ヒューストン大学
- 10–オティス・バードソング
- 22-クライド・ドレクスラー
- 34–アキーム・オラジュワン
- 42–マイケル・ヤング
- 44–エルビン・ヘイズ

ビラノバ大学
- 欠番扱い–アル・セヴェランス（コーチ）
- 欠番扱い–ジャック・クラフト（コーチ）
- 欠番扱い–ロリー・マッシミーノ（コーチ）
- 1–ジェイク・ネビン
- 11–ポール・アリジン
- 14-ラリー・ヘネシー
- 14–ヒュービー・ホワイト
- 24–ワリー・ジョーンズ
- 24–Tom Ingelsby
- 25–ビル・メルチオーニ
- 30–ケリー・キトルズ
- 33–キース・ヘロン
- 42–クリス・フォード
- 45–ジョン・ピノーネ
- 54–ハワード・ポーター
- 54–エド・ピンクニー

ブリガムヤング大学
- 11–クレジミール・コシッチ
- 22–ダニー・エインジ

フロリダ大学
- 41–ニール・ウォーク

フロリダ州立大学
- 3-ボブ・スーラ
- 10-サム・キャセール
- 13-デイブ・コーウェンス
- 25-ヒュー・ダーラム コーチ

マイアミ大学
- 24-リック・バリー
- 40-ティム・ジェームス

マーケット大学
- 3–ドウェイン・ウェイド
- 14–ディーン・メミンガー
- 15–ブッチ・リー
- 20–モーリス・ルーカス
- 24–ジョージ・トンプソン
- 31–ボー・エリス
- 31–グレン・リバース
- 43–アール・テイタム
- 44–ドン・コージス

マサチューセッツ大学
- 15–ルー・ロー
- 30-アル・スキナー
- 32–ジュリアス・アービング
- 32–ジョージ・"トリガー"・バーク

ミシガン大学
- 22-ビル・バンティン
- 33–カジー・ラッセル
- 35-フィル・ハバード
- 41–グレン・ライス
- 45–ルディ・トムジャノビッチ

ミシガン州立大学
- 欠番扱い–ジャド・ヒースコート（コーチ）
- 4–スコット・スカイルズ
- 12–マティーン・クリーブス
- 21-スティーヴ・スミス
- 24–ジョニー・グリーン
- 24–ショーン・レスパート
- 31–ジェイ・ビンセント
- 32-グレッグ・ケルサー
- 33–マジック・ジョンソン

ミズーリ大学
- 20–ジョン・サンボルト
- 22-ノーム・スチュワート
- 30–ウィリー・スミス
- 34–ダグ・スミス
- 40–スティーブ・スティパノビッチ
- 43–ビル・スタウファー

ミズーリ州立大学
- 22-ジェラルド・ウィンストン
- 32-Daryel Garrison
- 43-ジェリー・アンダーソン
- 54-カーティス・ペリー

ミネソタ大学
- 14–ルー・ハドソン
- 43-マイカル・トンプソン
- 44–ケビン・マクヘイル
- 52–ジム・ブリュワー

メリーランド大学
- 3–ファン・ディクソン
- 6–Bosey Berger
- 15–ジョン・ルーカス
- 22-キース・ブース
- 23–スティーブ・フランシス
- 25–スティーブ・ブレイク
- 25–ジーン・シュー
- 32-ジョー・スミス
- 34–レン・バイアス
- 35–ロニー・バクスター
- 41–レン・エルモア
- 42-ウォルト・ウィリアムス
- 52–バック・ウィリアムス
- 54-トム・マクミレン
- 55–アルバート・キング

メンフィス大学
- 13–フォレスト・アーノルド
- 21–ラリー・フィンチ
- 22-ウィン・ウィルフォング
- 24–キース・リー
- 25–アンファニー・ハーダウェイ
- 33–ロニー・ロビンソン
- 34-エリオット・ペリー
- 44–ジョン・ガン

ヤングスタウン州立大学
- 12-ジョン・マッケロイ
- 33-ドロシー・バワーズ
- 36-トニー・ビーボ
- 40-レオ・モーガス
- 55-ジェフ・コーヴィントン

UNLV
- 4-ラリー・ジョンソン
- 21-シドニー・グリーン
- 23-レジー・セウス
- 25-Glen Gondrezick
- 32-ステイシー・オーグモン
- 40-リッキー・ソーバーズ
- 50-グレッグ・アンソニー

UCLA
- 25–ゲイル・グッドリッチ
- 31–エド・オバノン
- 32–ビル・ウォルトン
- 33–カリーム・アブドゥル＝ジャバー
- 35–シドニー・ウィックス
- 42-ウォルト・ハザード
- 54–マーカス・ジョンソン

ユタ大学
- 4-アンドリュー・ボーガット
- 12-ビリー・マギル
- 22-アーニー・フェリン
- 23-Danny Vranes
- 24-アンドレ・ミラー
- 33-バーン・ガードナー
- 44-キース・バン・ホーン

ルイジアナ工科大学
- 12–レオン・バルモア
- 32–カール・マローン
- 44–ジャッキー・モアランド

ルイジアナ州立大学
- 23–ピート・マラビッチ
- 33-シャキール・オニール
- 50–ボブ・ペティット

ルイビル大学
- 8-チャーリー・タイラ
- 9-フィル・ロリンズ
- 10-ジュニアー・ブリッジマン
- 12-ジム・モーガン
- 13-George Hauptfuhrer
- 13-バド・オルセン
- 13-ケニー・リーブス
- 14-ブッチ・ベアード
- 15-ジム・プライス
- 16-ジャック・コールマン
- 16-チャック・ノ-ブル
- 20-Bob Lochmueller
- 20-アレン・マーフィー
- 20-ミルト・ワグナー
- 22-ジョン・ターナー
- 22-Rodney McCray
- 24-ドン・ゴールドスタイン
- 31-ウェス・アンセルド
- 35-ダレル・グリフィス
- 42-パーヴィス・エリソン
- 43-デレック・スミス
- 55-ビリー・トンプソン

ワシントン大学
- 25-Bob Houbregs

### 備考
- コネチカット大学やジョージタウン大学などには、永久欠番の制度はない。
- ケンタッキー大学の欠番数は26。

## NCAAディヴィジョンI 女子バスケットボールの永久欠番
アリゾナ大学
- 00–Shawntinice Polk

ケンタッキー大学
- 12–ヴァレリー・スティル

ジョージア大学
- 4-テレサ・エドワーズ

チューレーン大学
- 4-グレイス・デイリー
- 10-Stacey Gaudet

デューク大学
- 10- リンジー・ハーディング
- 20- アラナ・ビアード

西ケンタッキー大学
- 32-リリー・メイスン
- 42-クリスタル・ケリー

ノースカロライナ大学
- 12–アイボリー・ラッタ
- 23–シャーロット・スミス

パシフィック大学
- 45–Amy Johnson
- 52–Chris Tarabochia

東イリノイ大学
- 13–ナンシー・カセバウム

フロリダ州立大学
- 21-ブルック・ワイコフ
- 22-Wanda Burns
- 30-ティア・パスカル
- 43-Sue Galkantas

ミズーリ州立大学
- 10-Jackie Stiles
- 35-メロディ・ハワード
- 42-Jeanette Tendai

南カリフォルニア大学
- 31-シェリル・ミラー
- 33-リサ・レスリー

UNLV
- 4-ミスティ・トーマス
- 13-リンダ・フレーリヒ
- 50-ポーリーン・ジョーダン

## NCAAディヴィジョンII 男子バスケットボールの永久欠番
アクロン大学
- 12-ラリー・ジェンキンス
- 13-Fritz Nagy
- 20-レン・ポール
- 22-マイク・ハーキンス
- 25-Eric McLaughlin
- 31-Joe Jakubick
- 42-ビル・ターナー
- 44-ジム・フェントン

セントメリーズ大学（サンアントニオ）
- 13-ケン・クロズウェル
- 24-ゲーリー・トマシェフスキ
- 34-ケネス・サンプソン
- 42-ウィンストン・マイルズ
- 44-リッキー・フッカー
- 44-Buddy Meyer
- 50-ロバート・リード
- 52-ダグ・ウィリアムス

ドルリー大学
- 15–ジェリー・アレキクサンダー
- 22–マット・ミラー
- 40–ロニー・ホームズ
- 44-チャーリー・クロスビー

フロリダサザン大学
- 3-ジェリー・ジョンソン
- 31-John Ebeling
- 41-ジョン・エドワーズ
- 42-クリス・カーニー

## NCAAディヴィジョンII 女子バスケットボールの永久欠番
フェリス州立大学
- 23–Lucy DeMartin
- 42–Tianna Kirkland

## アメリカ高校男子バスケットボール界の永久欠番
セント・ビンセント＝セント・メアリー高校
- 23–レブロン・ジェームズ

ローワー・メリオン高校
- 33–コービー・ブライアント

## バスケットボール界におけるその他の永久欠番
ロチェスター・レザーシャークス (アメリカ・PBL)
- 3-ラザロ・シムズ

ユニオン大学 (NAIA男子)
- 22–クエリフォード・スイム
- 29-アーニー・トロスパー

ユニオン大学 (NAIA女子)
- 34–アンバー・スペンサー

マレー州立大学 (OVC男子)
- 54–ポパイ・ジョーンズ

ハーレム・グローブトロッターズ
- 13-ウィルト・チェンバレン
- 20-マークス・ヘインズ
- 22-カーリー・ニール
- 36-メドウラーク・レモン
- 50-リース・テイタム

## 車椅子バスケットボール界の永久欠番
フォレストシティ・フライヤーズ （カナダ）
- 12-キース・カートライト